# 라리타-슈윙거 방정식
라리타-슈윙거 방정식(영어: Rarita–Schwinger equation)은 그래비티노와 같은 스핀 1½인 페르미온을 다루는 파동 방정식이다.

## 정의
다음이 주어졌다고 하자.
- 스핀 다양체 {\displaystyle (M,g)}의 (디랙 또는 마요라나 또는 바일 또는 마요라나-바일) 스피너 다발 {\displaystyle S\twoheadrightarrow M}
- 필바인 {\displaystyle E\twoheadrightarrow M}, {\displaystyle e_{\mu }^{a}\in \Omega ^{1}(M;E)}

그렇다면,
{\displaystyle \psi _{\mu }\mathrm {d} x^{\mu }\in \Omega ^{1}(M;S)}
에 대하여 다음과 같은 편미분 방정식을 적을 수 있으며, 이를 (무질량) 라리타-슈윙거 방정식이라고 한다.:(5.2)
{\displaystyle \gamma ^{\mu }\partial _{[\mu }\psi _{\nu ]}=0}
이는 다음과 같은 라그랑지언으로부터 유도된다.
{\displaystyle {\mathcal {L}}=-\int \mathrm {d} ^{D}x\,(\det e){\bar {\psi }}_{\mu }\gamma ^{\mu \nu \rho }\partial _{\nu }\psi _{\rho }}
{\displaystyle \gamma ^{\mu \nu \rho }={\frac {1}{6}}\left(\gamma ^{\mu }\gamma ^{\nu }\gamma ^{\rho }-\gamma ^{\mu }\gamma ^{\rho }\gamma ^{\nu }+\gamma ^{\nu }\gamma ^{\rho }\gamma ^{\mu }-\gamma ^{\nu }\gamma ^{\mu }\gamma ^{\rho }+\gamma ^{\rho }\gamma ^{\mu }\gamma ^{\nu }-\gamma ^{\rho }\gamma ^{\nu }\gamma ^{\mu }\right)}
일부 경우 여기에 질량항을 추가할 수도 있다.

## 성질

### 게이지 변환
{\displaystyle 2^{n}}개의 실수 성분을 갖는 스피너를 기반으로 한 라리타-슈윙거 장은 (질량 껍질 밖에서) 다음과 같은 수의 성분을 갖는다.틀:Rp§5
{\displaystyle 2^{n}(D-1)}
즉, 이는 {\displaystyle 2^{n}}차원의 게이지 변환
{\displaystyle \psi _{\mu }\mapsto \psi _{\mu }+\partial _{\mu }\epsilon }
을 겪는다.
예를 들어, (1,3)차원 민코프스키 공간의 경우, 마요라나 스피너는 4개의 실수 성분을 가진다. 이 경우, 마요라나 라리타-슈윙거 장은 4×3 = 12개의 실수 성분을 갖는다. 이는 로런츠 군 {\displaystyle \operatorname {SO} (1,3)}(의 범피복군)의
{\displaystyle (1,{\tfrac {1}{2}})\oplus ({\tfrac {1}{2}},1)}
표현에 해당한다.
마찬가지로, (1,5)차원의 경우, 바일 스피너는 4개의 복소수 성분을 가지며, 이에 기반하는 라리타-슈윙거 장은 4×5 = 20개의 복소수 성분을 갖는다. 이는 로런츠 군 {\displaystyle \operatorname {SO} (1,5)}의 콤팩트화 {\displaystyle \operatorname {Spin} (6)\cong \operatorname {SU} (4)}의 20차원 표현
{\displaystyle \operatorname {Sym} ^{3}\mathbf {4} =\mathbf {20} }
에 해당한다.
마찬가지로, (1,10)차원의 경우, 마요라나 스피너는 32개의 실수 성분을 가지며, 이 경우 마요라나-슈윙거 장은 32×10 = 320개의 실수 성분을 갖는다.

### 질량 껍질
질량 껍질 위에서, {\displaystyle 2^{n}}개의 실수 성분을 갖는 스피너를 기반으로 한 (무질량) 라리타-슈윙거 장은 다음과 같은 수의 성분을 갖는다.:§5
{\displaystyle {\frac {1}{2}}(D-3)2^{n}}
예를 들어, (1,3)차원 민코프스키 공간의 경우, 마요라나 스피너는 4개의 실수 성분을 가지며, 마요라나 라리타-슈윙거 장은 4×1×½ = 2개의 자유도를 갖는다. (1,3)차원에서 중력장은 {\displaystyle {\tfrac {1}{2}}D(D-3)=2}개의 자유도를 가지므로, (1,3)차원 {\displaystyle {\mathcal {N}}=1} 초대칭에서 이들은 하나의 초다중항을 이룰 수 있다.

## 역사
1941년에 미국의 윌리엄 라리타(영어: William R. Rarita, 1907~1999)와 줄리언 슈윙거가 도입하였다.